# 利勒代帕尼亚克
利勒代帕尼亚克（法語：L'Isle-d'Espagnac，法語發音：[lil depaɲak]）是法国夏朗德省的一个市镇，属于昂古莱姆区。

## 地名
该地名“L'Isle-d'Espagnac”发音为[lil depaɲak]，“Espagnac”中的字母“s”不发音，《世界地名翻译大辞典》与《世界地名译名词典》将其误译作“利勒代斯帕尼亚克”。

## 地理
利勒代帕尼亚克（45°39'41"N, 0°11'59"E）面积5.95 平方千米，位于法国新阿基坦大区夏朗德省，该省份为法国西部内陆省份，北起德塞夫勒省和维埃纳省，东临上维埃纳省，东南至多尔多涅省，南至多爾多涅省，西接滨海夏朗德省。
与利勒代帕尼亚克接壤的市镇（或旧市镇、城区）包括：昂古莱姆、贡-蓬图夫尔、图夫尔河畔马尼亚克、图夫尔河畔吕埃勒、苏瓦约。
利勒代帕尼亚克的时区为UTC+01:00、UTC+02:00（夏令时）。

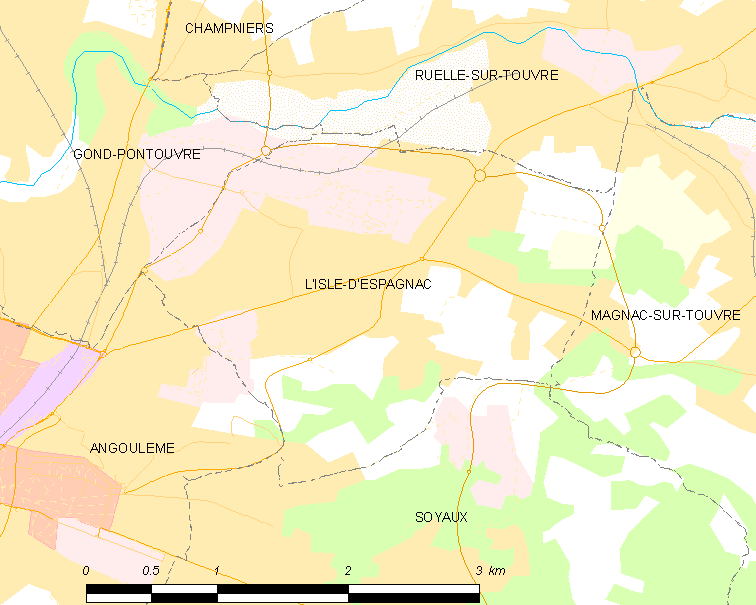
利勒代帕尼亚克的OSM定位图

## 行政
利勒代帕尼亚克的邮政编码为16340，INSEE市镇编码为16166。

## 政治
利勒代帕尼亚克所属的省级选区为昂古莱姆第二县。

## 人口

1962-2008年间利勒代帕尼亚克人口变化图示

利勒代帕尼亚克于2022年1月1日时的人口数量为5691人。